# Capela de laboratório

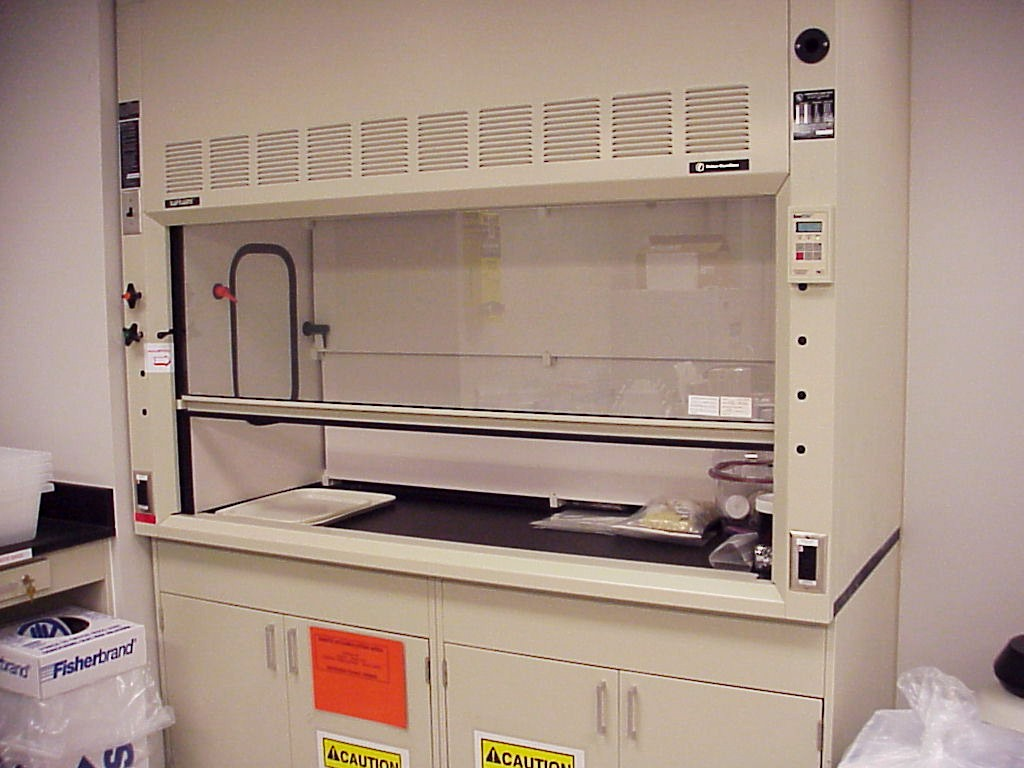

Uma capela de laboratório, capela laboratorial, capela de exaustão ou hotte é um equipamento de proteção coletiva (EPC) em todos os laboratórios que tenham algum tipo de trabalho com manipulações de produtos químicos, tóxicos, vapores agressivos, partículas ou líquidos em quantidades e concentrações perigosas, prejudiciais para a saúde. Por isso a sua importância no laboratório e a obrigatoriedade de toda a manipulação que possa ocasionar uma reação perigosa ser feita dentro de uma capela..

## Usos
É usada em laboratórios de química onde se trabalha com o manuseamento de compostos tóxicos ou voláteis, partículas ou líquidos perigosos em grande quantidade, prejudiciais para a saúde humana.
Sua função é exaurir vapores, gases e fumos, mas serve também, como uma barreira física entre as reações químicas e o ambiente de laboratório, oferecendo assim uma proteção aos usuários e ao ambiente contra a exposição de gases nocivos, tóxicos, derramamento de produtos químicos e fogo..